# Santa Silvia (título cardenalicio)
Santa Silvia es un título cardenalicio de la Iglesia Católica. Fue instituido por el papa Juan Pablo II en 2001.

## Titulares
- Jānis Pujats (21 de febrero de 2001)